# Restigouche-Chaleur
Circonscription électorale provinciale du Canada
Restigouche-Chaleur (auparavant Nigadoo-Chaleur) est une ancienne circonscription électorale provinciale du Nouveau-Brunswick représentée à l'Assemblée législative de 1974 à 2024.

## Historique
La circonscription est nommée Nigidoo-Chaleur entre 1974 et 2014. 
Elle est renommée Restigouche-Chaleur en 2014.
Elle est abolie en 2023 et fait place à Belle-Baie-Belledune.

## Géographie
La circonscription comprend :
- les villages de Belledune, Pointe-Verte, Petit-Rocher, Petit-Rocher-Nord, Nigadoo, Tétagouche-Nord, Dunlop, Tremblay, Laplante, Alcida-et-Dauversière, Madran, Nicholas-Denys et Robertville ;
- les communautés de Lorne, Saint-Laurent et Petit-Rocher-Ouest.

## Liste des députés
| Législature                                         | Années    | Député        | Député          | Parti                     |
| --------------------------------------------------- | --------- | ------------- | --------------- | ------------------------- |
| Nigadoo-Chaleur Circonscription issue de Gloucester |           |               |                 |                           |
| 48e                                                 | 1974-1978 |               | Roland Boudreau | Progressiste-conservateur |
| 49e                                                 | 1978-1982 |               | Pierre Godin    | Libéral                   |
| 50e                                                 | 1982-1987 |               | Pierre Godin    | Libéral                   |
| 51e                                                 | 1987-1991 |               | Pierre Godin    | Libéral                   |
| 52e                                                 | 1991-1995 | Albert Doucet |                 | Libéral                   |
| 53e                                                 | 1995-1997 | Albert Doucet |                 | Libéral                   |
| 53e                                                 | 1997-1998 | Albert Doucet |                 | Indépendant               |
| 53e                                                 | 1998-1999 | Albert Doucet |                 | Libéral                   |
| 54e                                                 | 1999-2003 | Roland Haché  |                 | Libéral                   |
| 55e                                                 | 2003-2006 | Roland Haché  |                 | Libéral                   |
| 56e                                                 | 2006-2010 | Roland Haché  |                 | Libéral                   |
| 57e                                                 | 2010-2014 | Roland Haché  |                 | Libéral                   |
| Restigouche-Chaleur                                 |           |               |                 |                           |
| 58e                                                 | 2014-2018 |               | Daniel Guitard  | Libéral                   |
| 59e                                                 | 2018-2020 |               | Daniel Guitard  | Libéral                   |
| 60e                                                 | 2020-2024 |               | Daniel Guitard  | Libéral                   |
| Dissoute dans Belle-Baie-Belledune                  |           |               |                 |                           |

## Résultats électoraux

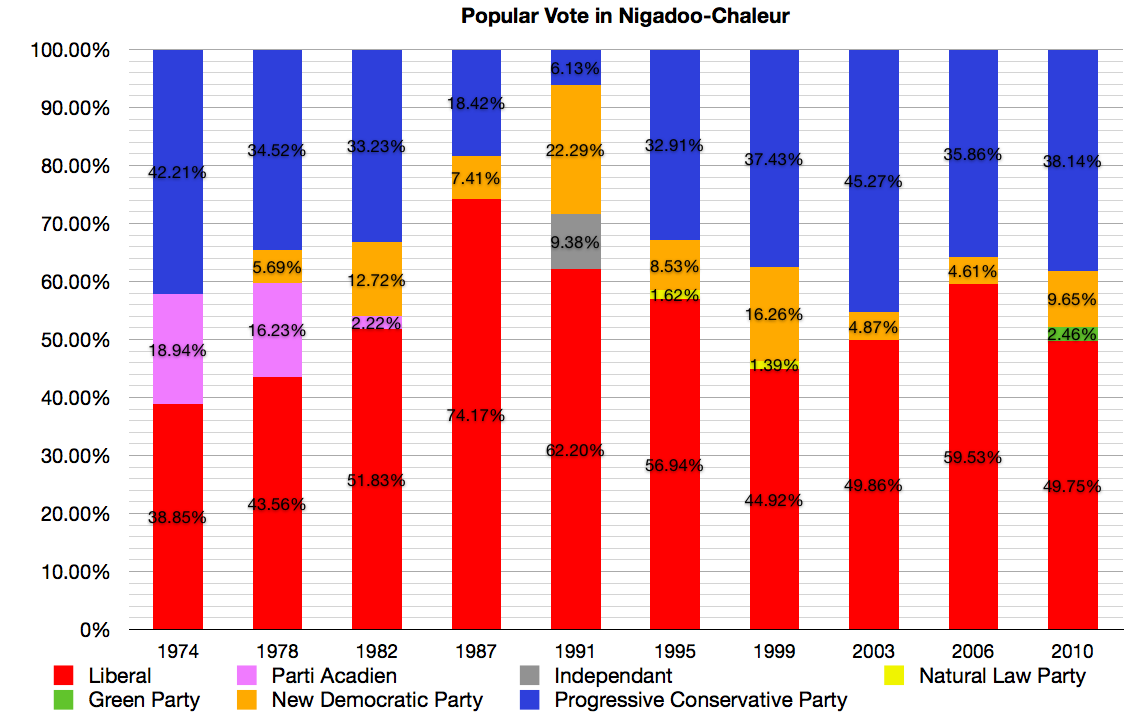
Répartition du vote populaire dans la circonscription de Nigadoo-Chaleur de 1974 à 2010

Modèle:Palette Élection générale néo-brunswickoise de 2018 — Restigouche-Chaleur